# Jan zonder Vrees (televisieserie)
Jan zonder Vrees was een Vlaams jeugdfeuilleton dat vanaf 7 januari 1956 door het toenmalige NIR rechtstreeks werd uitgezonden. Het was het tweede feuilleton van NIR, na Bolleke en Bonestaak met onder anderen Jef Burm.
In de serie speelden onder anderen Roger Coorens (Jan zonder Vrees), Polly Geerts en Jef Bruyninckx. De jeugdroman van Constant de Kinder was de basis voor het scenario van Louis de Groof. De serie werd rechtstreeks uitgezonden na het uurtje voor de jeugd, in dezelfde studio waarvandaan later ook de omroepster van dienst, de Weerman en het tv-journaal werden uitgezonden.
Het verhaal gaat over de fictieve Jan zonder Vrees uit Antwerpen.
Er zijn geen opnamen bewaard gebleven.